# Aplestobroma avidum
Aplestobroma avidum är en tvåvingeart som beskrevs av Hull 1958. Aplestobroma avidum ingår i släktet Aplestobroma och familjen rovflugor. Inga underarter finns listade i Catalogue of Life.